# Mark Delaney
Mark Anthony Delaney (født 13. maj 1976 i Haverfordwest, Wales) er en walisisk tidligere fodboldspiller (højre back).
Efter at have startet sin karriere i hjemlandet, hvor han blandt andet repræsenterede Cardiff City, rykkede Delaney i 1999 til England, hvor han de følgende otte år spillede for Birmingham-klubben Aston Villa. Han spillede i alt 158 Premier League-kampe for klubben, og var med til at få finalen i FA Cuppen i år 2000, der dog blev tabt til Chelsea.
Delaney spillede desuden 36 kampe for det walisiske landshold. Hans første landskamp var et opgør 9. oktober 1999 på hjemmebane mod Schweiz, mens den sidste var en EM-kvalifikationskamp 2. september 2006 på udebane mod Tjekkiet. Han nåede aldrig at deltage i nogen slutrunder med landet.